# 切雷姆哈市镇
切雷姆哈市镇（波蘭語：Gmina Czeremcha）是波兰波德拉谢省的一个乡村型市镇，隶属于哈伊努夫卡县，治所位于同名城市切雷姆哈。总面积为96.73平方千米，截至2019年6月30日总人口为3125人。